# Oreské (Trnava)
|  | No s'ha de confondre amb Oreské (Košice). |

Oreské és un poble i municipi d'Eslovàquia que es troba a la regió de Trnava, a l'oest del país.

## Història
La primera menció escrita de la vila es remunta al 1392.

## Demografia
| Godina             | 1994 | 2004   | 2014   | 2024   |
| ------------------ | ---- | ------ | ------ | ------ |
| Nombre de persones | 334  | 348    | 379    | 387    |
| Diferència         |      | +4,19% | +8,90% | +2,11% |

| Godina             | 2023 | 2024   |
| ------------------ | ---- | ------ |
| Nombre de persones | 393  | 387    |
| Diferència         |      | −1,52% |